# سفارة إثيوبيا لدى السعودية
سفارة إثيوبيا لدى السعودية هي الممثلية الدبلوماسية العليا لدولة إثيوبيا لدى المملكة العربية السعودية. تقع السفارة في حي السفارات في الرياض.